# 1. Bundesliga 2020-21
La 1. Bundesliga 2020-21 fue la 58.ª edición de la Fußball-Bundesliga, la mayor competición futbolística de Alemania.
El campeonato constó de dieciocho equipos: los mejores quince de la edición anterior, los dos mejores de la 2. Bundesliga 2019-20 y el ganador de los play-offs de ascenso y descenso entre el puesto 16.° de la Bundesliga y el 3.° de la 2. Bundesliga. El Bayern de Múnich es el campeón vigente. La temporada tuvo de regreso al Arminia Bielefeld y al Stuttgart. El Werder Bremen aseguro su permanencia en la máxima categoría.

## Efectos de la pandemia de coronavirus
Dado que el transcurso de la temporada 2019-20 de la Bundesliga se interrumpió durante varias semanas debido a la pandemia de COVID-19 entre el 11 de marzo y el 16 de mayo de 2020, el ente organizador, la DFL tuvo considerables dudas sobre la viabilidad de la misma desde principios de abril de 2020 en cuanto al modo de planificación, horario y fecha de inicio de los juegos. El 10 de julio de 2020 la DFL confirmó el nuevo calendario modificado por completo.

## Relevos
| Pos  | Descendidos de 1. Bundesliga |
| ---- | ---------------------------- |
| 17.º | Fortuna Düsseldorf           |
| 18.º | Paderborn 07                 |

| Pos | Ascendidos de 2. Bundesliga |
| --- | --------------------------- |
| 1.º | Arminia Bielefeld           |
| 2.º | Stuttgart                   |

## Información
| Equipo                                    | Ciudad          | Entrenador           | Capitán             | Estadio                        | Aforo  | Proveedor | Patrocinador            |
| ----------------------------------------- | --------------- | -------------------- | ------------------- | ------------------------------ | ------ | --------- | ----------------------- |
| Arminia Bielefeld                         | Bielefeld       | Frank Kramer         | Fabian Klos         | SchücoArena                    | 28 008 | Macron    | Schüco                  |
| Augsburgo                                 | Augsburgo       | Markus Weinzierl     | Jeffrey Gouweleeuw  | WWK Arena                      | 30 660 | Nike      | WWK                     |
| Bayer Leverkusen                          | Leverkusen      | Hannes Wolf          | Charles Aránguiz    | BayArena                       | 30 210 | Jako      | Barmenia Versicherungen |
| Bayern de Múnich                          | Múnich          | Hans-Dieter Flick    | Manuel Neuer        | Allianz Arena                  | 75 000 | Adidas    | Deutsche Telekom        |
| Borussia Dortmund                         | Dortmund        | Edin Terzić          | Marco Reus          | Signal Iduna Park              | 81 365 | Puma      | 1&1 Ionos               |
| Borussia Mönchengladbach                  | Mönchengladbach | Marco Rose           | Lars Stindl         | Borussia-Park                  | 59 724 | Puma      | Flatex AG               |
| Colonia                                   | Colonia         | Friedhelm Funkel     | Jonas Hector        | RheinEnergieStadion            | 49 698 | Uhlsport  | REWE                    |
| Eintracht Fráncfort                       | Fráncfort       | Adi Hütter           | David Abraham       | Commerzbank-Arena              | 51 500 | Nike      | Indeed.com              |
| Friburgo                                  | Friburgo        | Christian Streich    | Christian Günter    | Schwarzwald-Stadion            | 24 000 | Hummel    | Schwarzwaldmilch        |
| Hertha de Berlín                          | Berlín          | Pál Dárdai           | Dedryck Boyata      | Olympiastadion                 | 74 649 | Nike      | TEDi                    |
| Hoffenheim                                | Sinsheim        | Sebastian Hoeneß     | Kevin Vogt          | PreZero Arena                  | 30 150 | Joma      | SAP                     |
| Maguncia 05                               | Maguncia        | Bo Svensson          | Stefan Bell         | Opel Arena                     | 34 000 | Kappa     | Kömmerling              |
| RB Leipzig                                | Leipzig         | Julian Nagelsmann    | Willi Orban         | Red Bull Arena                 | 42 558 | Nike      | Red Bull                |
| Schalke 04                                | Gelsenkirchen   | Dimitrios Grammozis  | Ralf Fährmann       | Veltins-Arena                  | 62 271 | Umbro     | Gazprom                 |
| Stuttgart                                 | Stuttgart       | Pellegrino Matarazzo | Gonzalo Castro      | Mercedes-Benz Arena            | 60 441 | Jako      | Mercedes-Benz Bank      |
| Unión Berlín                              | Berlín          | Urs Fischer          | Christopher Trimmel | Stadion An der Alten Försterei | 22 012 | Adidas    | Aroundtown              |
| Werder Bremen                             | Bremen          | Thomas Schaaf        | Niklas Moisander    | Wohninvest Weserstadion        | 42 100 | Umbro     | Wiesenhof               |
| Wolfsburgo                                | Wolfsburgo      | Oliver Glasner       | Josuha Guilavogui   | Volkswagen Arena               | 30 000 | Nike      | Volkswagen              |
| Datos actualizados el 23 de marzo de 2021 |                 |                      |                     |                                |        |           |                         |

### Cambios de entrenadores
| Equipo            | Entrenador (Jornadas)    | Fecha de vacante         | Tipo de salida     | Posición en la tabla | Entrenador entrante          | Fecha de nombramiento    |
| ----------------- | ------------------------ | ------------------------ | ------------------ | -------------------- | ---------------------------- | ------------------------ |
| 1899 Hoffenheim   | Marcel Rapp              | 30 de junio de 2020      | Fin de interinidad | Pretemporada         | Sebastian Hoeneß             | 27 de julio de 2020      |
| FC Schalke 04     | David Wagner (1-2)       | 27 de septiembre de 2020 | Destituido         | 18.º                 | Manuel Baum (3-12)           | 30 de septiembre de 2020 |
| Maguncia 05       | Achim Beierlorzer (1-2)  | 28 de septiembre de 2020 | Destituido         | 17.º                 | Jan-Moritz Lichte (3-...)    | 28 de septiembre de 2020 |
| Borussia Dortmund | Lucien Favre (1-11)      | 13 de diciembre de 2020  | Destituido         | 5.º                  | Edin Terzić (12-...)         | 13 de diciembre de 2020  |
| FC Schalke 04     | Manuel Baum (3-12)       | 18 de diciembre de 2020  | Destituido         | 18.º                 | Huub Stevens (13)            | 18 de diciembre de 2020  |
| FC Schalke 04     | Huub Stevens (13)        | 27 de diciembre de 2020  | Fin de interinidad | 18.º                 | Christian Gross (14-23)      | 27 de diciembre de 2020  |
| Maguncia 05       | Jan-Moritz Lichte (3-14) | 28 de diciembre de 2020  | Destituido         | 17.º                 | Bo Svensson (14-...)         | 4 de enero de 2021       |
| Hertha Berlin     | Bruno Labbadia (1-18)    | 24 de enero de 2021      | Destituido         | 14.º                 | Pál Dárdai (19-...)          | 25 de enero de 2021      |
| FC Schalke 04     | Christian Gross (14-23)  | 28 de febrero de 2021    | Destituido         | 20.º                 | Dimitrios Grammozis (24-...) | 2 de marzo de 2021       |
| Arminia Bielefeld | Uwe Neuhaus (1-23)       | 1 de marzo de 2021       | Destituido         | 16.º                 | Frank Kramer (24-...)        | 2 de marzo de 2021       |
| Bayer Leverkusen  | Peter Bosz (1-26)        | 23 de marzo de 2021      | Destituido         | 6.º                  | Hannes Wolf (27-...)         | 23 de marzo de 2021      |
| Colonia           | Markus Gisdol (1-28)     | 12 de abril de 2021      | Destituido         | 17.º                 | Friedhelm Funkel (29-...)    | 12 de abril de 2021      |
| Augsburgo         | Heiko Herrlich (1-31)    | 26 de abril de 2021      | Destituido         | 15.º                 | Markus Weinzierl (32-...)    | 26 de abril de 2021      |
| Werder Bremen     | Florian Kohfeldt (1-33)  | 16 de mayo de 2021       | Destituido         | 16.º                 | Thomas Schaaf (34)           | 16 de mayo de 2021       |

### Equipos porestados federados
| Región                      | N.º | Equipos                                                                                                 |
| --------------------------- | --- | --- |
| Renania del Norte-Westfalia | 6   | Arminia Bielefeld, Bayer Leverkusen, Borussia Dortmund, Borussia Mönchengladbach, Colonia, y Schalke 04 |
| Baden-Wurtemberg            | 3   | Hoffenheim, Friburgo y Stuttgart                                                                        |
| Baviera                     | 2   | Augsburgo y Bayern de Múnich                                                                            |
| Berlín                      | 2   | Hertha de Berlín y Unión Berlín                                                                         |
| Baja Sajonia                | 1   | Wolfsburgo                                                                                              |
| Hesse                       | 1   | Eintracht Fráncfort                                                                                     |
| Bremen                      | 1   | Werder Bremen                                                                                           |
| Renania-Palatinado          | 1   | Maguncia 05                                                                                             |
| Sajonia                     | 1   | RB Leipzig                                                                                              |

## Clasificación
| Pos. | Equipo                   | Pts. | PJ | G  | E  | P  | GF | GC | Dif. | Clasificación 2021–22                           |
| ---- | ------------------------ | ---- | -- | -- | -- | -- | -- | -- | ---- | ----------------------------------------------- |
| 1    | Bayern Múnich (C)        | 78   | 34 | 24 | 6  | 4  | 99 | 44 | +55  | Fase de grupos de la Liga de Campeones          |
| 2    | RB Leipzig               | 65   | 34 | 19 | 8  | 7  | 60 | 32 | +28  | Fase de grupos de la Liga de Campeones          |
| 3    | Borussia Dortmund        | 64   | 34 | 20 | 4  | 10 | 75 | 46 | +29  | Fase de grupos de la Liga de Campeones          |
| 4    | Wolfsburgo               | 61   | 34 | 17 | 10 | 7  | 61 | 37 | +24  | Fase de grupos de la Liga de Campeones          |
| 5    | Eintracht Fráncfort      | 60   | 34 | 16 | 12 | 6  | 69 | 53 | +16  | Fase de grupos de la Liga Europa                |
| 6    | Bayer Leverkusen         | 52   | 34 | 14 | 10 | 10 | 53 | 39 | +14  | Fase de grupos de la Liga Europa                |
| 7    | Unión Berlín             | 50   | 34 | 12 | 14 | 8  | 50 | 43 | +7   | Ronda de play-off de la Liga Europa Conferencia |
| 8    | Borussia Mönchengladbach | 49   | 34 | 13 | 10 | 11 | 64 | 56 | +8   |                                                 |
| 9    | Stuttgart                | 45   | 34 | 12 | 9  | 13 | 56 | 55 | +1   |                                                 |
| 10   | Friburgo                 | 45   | 34 | 12 | 9  | 13 | 52 | 52 | 0    |                                                 |
| 11   | Hoffenheim               | 43   | 34 | 11 | 10 | 13 | 52 | 54 | −2   |                                                 |
| 12   | Maguncia 05              | 39   | 34 | 10 | 9  | 15 | 39 | 56 | −17  |                                                 |
| 13   | Augsburgo                | 36   | 34 | 10 | 6  | 18 | 36 | 54 | −18  |                                                 |
| 14   | Hertha Berlín            | 35   | 34 | 8  | 11 | 15 | 41 | 52 | −11  |                                                 |
| 15   | Arminia Bielefeld        | 35   | 34 | 9  | 8  | 17 | 26 | 52 | −26  |                                                 |
| 16   | Colonia                  | 33   | 34 | 8  | 9  | 17 | 34 | 60 | −26  | Promoción por la permanencia                    |
| 17   | Werder Bremen (D)        | 31   | 34 | 7  | 10 | 17 | 36 | 57 | −21  | Descenso de categoría                           |
| 18   | Schalke 04 (D)           | 16   | 34 | 3  | 7  | 24 | 25 | 86 | −61  | Descenso de categoría                           |

 Fuente: DFB, Soccerway
Notas:
1. ↑  Debido a que el campeón de la Copa de Alemania 2020-21 (Borussia Dortmund) clasificó a la Liga de Campeones 2021-22 mediante su ubicación en la tabla de posiciones, el lugar que otorgó dicho torneo en la Liga Europa pasó al 6.° clasificado y por consiguiente, el cupo para la fase previa de la Liga Europa Conferencia pasó al 7.° clasificado.

## Evolución de la clasificación
| Equipo                   | 01 | 02 | 03 | 04 | 05 | 06 | 07 | 08 | 09 | 10 | 11 | 12 | 13 | 14 | 15 | 16 | 17 | 18 | 19 | 20 | 21 | 22 | 23 | 24 | 25 | 26 | 27 | 28 | 29 | 30 | 31 | 32 | 33 | 34 |
| ------------------------ | -- | -- | -- | -- | -- | -- | -- | -- | -- | -- | -- | -- | -- | -- | -- | -- | -- | -- | -- | -- | -- | -- | -- | -- | -- | -- | -- | -- | -- | -- | -- | -- | -- | -- |
| Bayern Múnich            | 1  | 7  | 4  | 2  | 2  | 1  | 1  | 1  | 1  | 1  | 2  | 2  | 1  | 1  | 1  | 1  | 1  | 1  | 1  | 1  | 1  | 1  | 1  | 1  | 1  | 1  | 1  | 1  | 1  | 1  | 1  | 1  | 1  | 1  |
| RB Leipzig               | 5  | 4  | 1  | 1  | 1  | 3  | 2  | 4  | 2  | 3  | 3  | 3  | 3  | 2  | 2  | 2  | 2  | 2  | 2  | 2  | 2  | 2  | 2  | 2  | 2  | 2  | 2  | 2  | 2  | 2  | 2  | 2  | 2  | 2  |
| Borussia Dortmund        | 3  | 10 | 5  | 3  | 3  | 2  | 3  | 2  | 4  | 4  | 5  | 4  | 5  | 4  | 4  | 4  | 4  | 7  | 6  | 6  | 6  | 6  | 5  | 6  | 5  | 5  | 5  | 5  | 5  | 5  | 5  | 4  | 3  | 3  |
| Wolfsburgo               | 11 | 13 | 15 | 13 | 10 | 11 | 6  | 6  | 5  | 5  | 4  | 5  | 4  | 6  | 6  | 6  | 5  | 4  | 3  | 3  | 4  | 3  | 3  | 3  | 3  | 3  | 3  | 3  | 3  | 3  | 3  | 3  | 4  | 4  |
| Eintracht Fráncfort      | 9  | 3  | 3  | 4  | 8  | 10 | 11 | 11 | 9  | 9  | 9  | 10 | 9  | 8  | 9  | 7  | 8  | 6  | 4  | 4  | 3  | 4  | 4  | 4  | 4  | 4  | 4  | 4  | 4  | 4  | 4  | 5  | 5  | 5  |
| Bayer Leverkusen         | 10 | 12 | 14 | 9  | 4  | 4  | 4  | 3  | 3  | 2  | 1  | 1  | 2  | 3  | 3  | 3  | 3  | 3  | 5  | 5  | 5  | 5  | 6  | 5  | 6  | 6  | 6  | 6  | 6  | 6  | 6  | 6  | 6  | 6  |
| Unión Berlín             | 15 | 14 | 9  | 10 | 12 | 8  | 5  | 5  | 6  | 6  | 6  | 6  | 6  | 5  | 5  | 5  | 6  | 8  | 8  | 9  | 9  | 7  | 7  | 7  | 7  | 7  | 9  | 7  | 8  | 8  | 8  | 8  | 7  | 7  |
| Borussia Mönchengladbach | 17 | 15 | 11 | 11 | 6  | 5  | 7  | 7  | 7  | 7  | 8  | 8  | 8  | 7  | 7  | 8  | 7  | 5  | 7  | 7  | 7  | 8  | 9  | 10 | 10 | 10 | 8  | 8  | 7  | 7  | 7  | 7  | 8  | 8  |
| Stuttgart                | 13 | 8  | 8  | 5  | 5  | 7  | 8  | 8  | 10 | 8  | 7  | 7  | 7  | 11 | 10 | 10 | 10 | 10 | 10 | 10 | 10 | 10 | 10 | 9  | 8  | 9  | 7  | 9  | 10 | 10 | 10 | 10 | 9  | 9  |
| Friburgo                 | 6  | 5  | 12 | 12 | 13 | 13 | 14 | 14 | 14 | 14 | 14 | 11 | 10 | 9  | 8  | 9  | 9  | 9  | 9  | 8  | 8  | 9  | 8  | 8  | 9  | 8  | 10 | 10 | 9  | 9  | 9  | 9  | 10 | 10 |
| Hoffenheim               | 7  | 1  | 6  | 8  | 9  | 12 | 13 | 12 | 12 | 10 | 12 | 13 | 12 | 13 | 14 | 14 | 11 | 11 | 12 | 12 | 12 | 11 | 11 | 11 | 11 | 11 | 12 | 12 | 12 | 11 | 11 | 11 | 11 | 11 |
| Maguncia 05              | 14 | 17 | 17 | 18 | 18 | 18 | 18 | 15 | 16 | 17 | 17 | 17 | 17 | 17 | 18 | 17 | 17 | 17 | 17 | 17 | 17 | 17 | 17 | 17 | 17 | 15 | 15 | 14 | 14 | 13 | 12 | 12 | 13 | 12 |
| Augsburgo                | 4  | 2  | 2  | 6  | 11 | 6  | 10 | 10 | 8  | 11 | 10 | 9  | 11 | 10 | 11 | 11 | 12 | 12 | 13 | 13 | 13 | 13 | 13 | 13 | 13 | 13 | 11 | 11 | 11 | 12 | 13 | 13 | 12 | 13 |
| Hertha Berlín            | 2  | 9  | 13 | 15 | 15 | 14 | 12 | 13 | 13 | 12 | 11 | 12 | 14 | 12 | 12 | 13 | 14 | 14 | 14 | 15 | 14 | 14 | 15 | 15 | 16 | 14 | 14 | 15 | 16 | 16 | 17 | 14 | 14 | 14 |
| Arminia Bielefeld        | 8  | 6  | 10 | 14 | 14 | 15 | 15 | 16 | 17 | 16 | 16 | 16 | 16 | 16 | 15 | 15 | 15 | 15 | 16 | 16 | 16 | 16 | 16 | 16 | 15 | 17 | 17 | 16 | 15 | 15 | 15 | 16 | 15 | 15 |
| Colonia                  | 12 | 16 | 16 | 16 | 16 | 16 | 16 | 17 | 15 | 15 | 15 | 15 | 15 | 15 | 16 | 16 | 16 | 16 | 15 | 14 | 15 | 15 | 14 | 14 | 14 | 16 | 16 | 17 | 17 | 17 | 16 | 17 | 17 | 16 |
| Werder Bremen            | 16 | 11 | 7  | 7  | 7  | 9  | 9  | 9  | 11 | 13 | 13 | 14 | 13 | 14 | 13 | 12 | 13 | 13 | 11 | 11 | 11 | 12 | 12 | 12 | 12 | 12 | 13 | 13 | 13 | 14 | 14 | 15 | 16 | 17 |
| Schalke 04               | 18 | 18 | 18 | 17 | 17 | 17 | 17 | 18 | 18 | 18 | 18 | 18 | 18 | 18 | 17 | 18 | 18 | 18 | 18 | 18 | 18 | 18 | 18 | 18 | 18 | 18 | 18 | 18 | 18 | 18 | 18 | 18 | 18 | 18 |

| 1. 2. 3. 4. |

## Resultados
- Los horarios corresponden al huso horario de Alemania (Hora central europea): UTC+1 en horario estándar y UTC+2 en horario de verano.

### Primera vuelta
| Bayern Múnich       | 8 - 0                                                        | Schalke 04               | Allianz Arena                  | 18 de septiembre | 20:30 |
| Eintracht Fráncfort | 1 - 1 Archivado el 22 de octubre de 2020 en Wayback Machine. | Arminia Bielefeld        | Deutsche Bank Park             | 19 de septiembre | 15:30 |
| Unión Berlín        | 1 - 3                                                        | Augsburgo                | Stadion An der Alten Försterei | 19 de septiembre | 15:30 |
| Colonia             | 2 - 3                                                        | Hoffenheim               | RheinEnergieStadion            | 19 de septiembre | 15:30 |
| Werder Bremen       | 1 - 4                                                        | Hertha Berlín            | Wohninvest Weserstadion        | 19 de septiembre | 15:30 |
| Stuttgart           | 2 - 3 Archivado el 13 de junio de 2021 en Wayback Machine.   | Friburgo                 | Mercedes-Benz Arena            | 19 de septiembre | 15:30 |
| Borussia Dortmund   | 3 - 0 Archivado el 22 de octubre de 2020 en Wayback Machine. | Borussia Mönchengladbach | Signal Iduna Park              | 19 de septiembre | 18:30 |
| RB Leipzig          | 3 - 1                                                        | Maguncia 05              | Red Bull Arena                 | 20 de septiembre | 15:30 |
| Wolfsburgo          | 0 - 0                                                        | Bayer Leverkusen         | Volkswagen Arena               | 20 de septiembre | 18:00 |

| Hertha Berlín            | 1 - 3                                                        | Eintracht Fráncfort | Olímpico de Berlín  | 25 de septiembre | 20:30 |
| Borussia Mönchengladbach | 1 - 1 Archivado el 23 de octubre de 2020 en Wayback Machine. | Unión Berlín        | Borussia-Park       | 26 de septiembre | 15:30 |
| Bayer Leverkusen         | 1 - 1                                                        | RB Leipzig          | BayArena            | 26 de septiembre | 15:30 |
| Maguncia 05              | 1 - 4                                                        | Stuttgart           | Opel Arena          | 26 de septiembre | 15:30 |
| Augsburgo                | 2 - 0                                                        | Borussia Dortmund   | WWK Arena           | 26 de septiembre | 15:30 |
| Arminia Bielefeld        | 1 - 0 Archivado el 23 de octubre de 2020 en Wayback Machine. | Colonia             | SchücoArena         | 26 de septiembre | 15:30 |
| Schalke 04               | 1 - 3                                                        | Werder Bremen       | Veltins-Arena       | 26 de septiembre | 18:30 |
| Hoffenheim               | 4 - 1                                                        | Bayern Múnich       | PreZero Arena       | 27 de septiembre | 15:30 |
| Friburgo                 | 1 - 1 Archivado el 23 de octubre de 2020 en Wayback Machine. | Wolfsburgo          | Schwarzwald-Stadion | 27 de septiembre | 18:00 |

| Unión Berlín        | 4 - 0                                                          | Maguncia 05              | Stadion An der Alten Försterei | 2 de octubre | 20:30 |
| Borussia Dortmund   | 4 - 0 Archivado el 8 de noviembre de 2020 en Wayback Machine.  | Friburgo                 | Signal Iduna Park              | 3 de octubre | 15:30 |
| Eintracht Fráncfort | 2 - 1                                                          | Hoffenheim               | Deutsche Bank Park             | 3 de octubre | 15:30 |
| Colonia             | 1 - 3 Archivado el 13 de noviembre de 2020 en Wayback Machine. | Borussia Mönchengladbach | RheinEnergieStadion            | 3 de octubre | 15:30 |
| Werder Bremen       | 1 - 0 Archivado el 9 de octubre de 2020 en Wayback Machine.    | Arminia Bielefeld        | Wohninvest Weserstadion        | 3 de octubre | 15:30 |
| Stuttgart           | 1 - 1                                                          | Bayer Leverkusen         | Mercedes-Benz Arena            | 3 de octubre | 15:30 |
| RB Leipzig          | 4 - 0                                                          | Schalke 04               | Red Bull Arena                 | 3 de octubre | 18:30 |
| Wolfsburgo          | 0 - 0                                                          | Augsburgo                | Volkswagen Arena               | 4 de octubre | 15:30 |
| Bayern Múnich       | 4 - 3                                                          | Hertha Berlín            | Allianz Arena                  | 4 de octubre | 18:00 |

| Hoffenheim               | 0 - 1                                                        | Borussia Dortmund   | PreZero Arena       | 17 de octubre | 15:30 |
| Friburgo                 | 1 - 1 Archivado el 23 de octubre de 2020 en Wayback Machine. | Werder Bremen       | Schwarzwald-Stadion | 17 de octubre | 15:30 |
| Hertha Berlín            | 0 - 2                                                        | Stuttgart           | Olímpico de Berlín  | 17 de octubre | 15:30 |
| Maguncia 05              | 0 - 1                                                        | Bayer Leverkusen    | Opel Arena          | 17 de octubre | 15:30 |
| Augsburgo                | 0 - 2                                                        | RB Leipzig          | WWK Arena           | 17 de octubre | 15:30 |
| Arminia Bielefeld        | 1 - 4 Archivado el 23 de mayo de 2021 en Wayback Machine.    | Bayern Múnich       | Schüco-Arena        | 17 de octubre | 18:30 |
| Borussia Mönchengladbach | 1 - 1 Archivado el 20 de octubre de 2020 en Wayback Machine. | Wolfsburgo          | Borussia-Park       | 17 de octubre | 20:30 |
| Colonia                  | 1 - 1                                                        | Eintracht Fráncfort | RheinEnergieStadion | 18 de octubre | 15:30 |
| Schalke 04               | 1 - 1                                                        | Unión Berlín        | Veltins-Arena       | 18 de octubre | 18:00 |

| Stuttgart         | 1 - 1                                                          | Colonia                  | Mercedes-Benz Arena            | 23 de octubre | 20:30 |
| Bayern Múnich     | 5 - 0                                                          | Eintracht Fráncfort      | Allianz Arena                  | 24 de octubre | 15:30 |
| RB Leipzig        | 2 - 1                                                          | Hertha Berlín            | Red Bull Arena                 | 24 de octubre | 15:30 |
| Unión Berlín      | 1 - 1 Archivado el 8 de noviembre de 2020 en Wayback Machine.  | Friburgo                 | Stadion An der Alten Försterei | 24 de octubre | 15:30 |
| Maguncia 05       | 2 - 3 Archivado el 7 de noviembre de 2020 en Wayback Machine.  | Borussia Mönchengladbach | Opel Arena                     | 24 de octubre | 15:30 |
| Borussia Dortmund | 3 - 0                                                          | Schalke 04               | Signal Iduna Park              | 24 de octubre | 18:30 |
| Wolfsburgo        | 2 - 1 Archivado el 10 de noviembre de 2020 en Wayback Machine. | Arminia Bielefeld        | Volkswagen Arena               | 25 de octubre | 15:30 |
| Werder Bremen     | 1 - 1                                                          | Hoffenheim               | Wohninvest Weserstadion        | 25 de octubre | 18:00 |
| Bayer Leverkusen  | 3 - 1                                                          | Augsburgo                | BayArena                       | 26 de octubre | 20:30 |

| Schalke 04               | 1 - 1                                                                                                   | Stuttgart         | Veltins-Arena       | 30 de octubre  | 20:30 |
| Eintracht Fráncfort      | 1 - 1                                                                                                   | Werder Bremen     | Deutsche Bank Park  | 31 de octubre  | 15:30 |
| Colonia                  | 1 - 2                                                                                                   | Bayern Múnich     | RheinEnergieStadion | 31 de octubre  | 15:30 |
| Augsburgo                | 3 - 1                                                                                                   | Maguncia 05       | WWK Arena           | 31 de octubre  | 15:30 |
| Arminia Bielefeld        | 0 - 2 Archivado el 9 de febrero de 2021 en Wayback Machine.                                             | Borussia Dortmund | SchücoArena         | 31 de octubre  | 15:30 |
| Borussia Mönchengladbach | 1 - 0 Archivado el 7 de noviembre de 2020 en Wayback Machine.                                           | RB Leipzig        | Borussia-Park       | 31 de octubre  | 18:30 |
| Friburgo                 | 2 - 4 (enlace roto disponible en Internet Archive; véase el historial, la primera versión y la última). | Bayer Leverkusen  | Schwarzwald-Stadion | 1 de noviembre | 15:30 |
| Hertha Berlín            | 1 - 1                                                                                                   | Wolfsburgo        | Olímpico de Berlín  | 1 de noviembre | 18:00 |
| Hoffenheim               | 1 - 3                                                                                                   | Unión Berlín      | PreZero Arena       | 2 de noviembre | 20:30 |

| Werder Bremen     | 1 - 1                                                          | Colonia                  | Wohninvest Weserstadion        | 6 de noviembre | 20:30 |
| RB Leipzig        | 3 - 0 Archivado el 16 de noviembre de 2020 en Wayback Machine. | Friburgo                 | Red Bull Arena                 | 7 de noviembre | 15:30 |
| Unión Berlín      | 5 - 0 Archivado el 17 de noviembre de 2020 en Wayback Machine. | Arminia Bielefeld        | Stadion An der Alten Försterei | 7 de noviembre | 15:30 |
| Maguncia 05       | 2 - 2                                                          | Schalke 04               | Opel Arena                     | 7 de noviembre | 15:30 |
| Augsburgo         | 0 - 3                                                          | Hertha Berlín            | WWK Arena                      | 7 de noviembre | 15:30 |
| Stuttgart         | 2 - 2                                                          | Eintracht Fráncfort      | Mercedes-Benz Arena            | 7 de noviembre | 15:30 |
| Borussia Dortmund | 2 - 3                                                          | Bayern Múnich            | Signal Iduna Park              | 7 de noviembre | 18:30 |
| Wolfsburgo        | 2 - 1                                                          | Hoffenheim               | Volkswagen Arena               | 8 de noviembre | 15:30 |
| Bayer Leverkusen  | 4 - 3 Archivado el 9 de noviembre de 2020 en Wayback Machine.  | Borussia Mönchengladbach | BayArena                       | 8 de noviembre | 18:00 |

| Bayern Múnich            | 1 - 1                                                                                                   | Werder Bremen     | Allianz Arena       | 21 de noviembre | 15:30 |
| Borussia Mönchengladbach | 1 - 1 (enlace roto disponible en Internet Archive; véase el historial, la primera versión y la última). | Augsburgo         | Borussia-Park       | 21 de noviembre | 15:30 |
| Hoffenheim               | 3 - 3                                                                                                   | Stuttgart         | PreZero Arena       | 21 de noviembre | 15:30 |
| Schalke 04               | 0 - 2                                                                                                   | Wolfsburgo        | Veltins-Arena       | 21 de noviembre | 15:30 |
| Arminia Bielefeld        | 1 - 2 (enlace roto disponible en Internet Archive; véase el historial, la primera versión y la última). | Bayer Leverkusen  | SchücoArena         | 21 de noviembre | 15:30 |
| Eintracht Fráncfort      | 1 - 1                                                                                                   | RB Leipzig        | Deutsche Bank Park  | 21 de noviembre | 18:30 |
| Hertha Berlín            | 2 - 5                                                                                                   | Borussia Dortmund | Olímpico de Berlín  | 21 de noviembre | 20:30 |
| Friburgo                 | 1 - 3 (enlace roto disponible en Internet Archive; véase el historial, la primera versión y la última). | Maguncia 05       | Schwarzwald-Stadion | 22 de noviembre | 15:30 |
| Colonia                  | 1 - 2                                                                                                   | Unión Berlín      | RheinEnergieStadion | 22 de noviembre | 18:00 |

| Wolfsburgo               | 5 - 3                                                                                                   | Werder Bremen       | Volkswagen Arena               | 27 de noviembre | 20:30 |
| Borussia Dortmund        | 1 - 2                                                                                                   | Colonia             | Signal Iduna Park              | 28 de noviembre | 15:30 |
| RB Leipzig               | 2 - 1 (enlace roto disponible en Internet Archive; véase el historial, la primera versión y la última). | Arminia Bielefeld   | Red Bull Arena                 | 28 de noviembre | 15:30 |
| Unión Berlín             | 3 - 3                                                                                                   | Eintracht Fráncfort | Stadion An der Alten Försterei | 28 de noviembre | 15:30 |
| Augsburgo                | 1 - 1 (enlace roto disponible en Internet Archive; véase el historial, la primera versión y la última). | Friburgo            | WWK Arena                      | 28 de noviembre | 15:30 |
| Stuttgart                | 1 - 3                                                                                                   | Bayern Múnich       | Mercedes-Benz Arena            | 28 de noviembre | 15:30 |
| Borussia Mönchengladbach | 4 - 1 (enlace roto disponible en Internet Archive; véase el historial, la primera versión y la última). | Schalke 04          | Borussia-Park                  | 28 de noviembre | 18:30 |
| Bayer Leverkusen         | 0 - 0                                                                                                   | Hertha Berlín       | BayArena                       | 29 de noviembre | 15:30 |
| Maguncia 05              | 1 - 1                                                                                                   | Hoffenheim          | Opel Arena                     | 29 de noviembre | 18:00 |

| Hertha Berlín       | 3 - 1                                                                                                   | Unión Berlín             | Olímpico de Berlín      | 4 de diciembre | 20:30 |
| Friburgo            | 2 - 2 (enlace roto disponible en Internet Archive; véase el historial, la primera versión y la última). | Borussia Mönchengladbach | Schwarzwald-Stadion     | 5 de diciembre | 15:30 |
| Eintracht Fráncfort | 1 - 1                                                                                                   | Borussia Dortmund        | Deutsche Bank Park      | 5 de diciembre | 15:30 |
| Colonia             | 2 - 2                                                                                                   | Wolfsburgo               | RheinEnergieStadion     | 5 de diciembre | 15:30 |
| Arminia Bielefeld   | 2 - 1 (enlace roto disponible en Internet Archive; véase el historial, la primera versión y la última). | Maguncia 05              | SchücoArena             | 5 de diciembre | 15:30 |
| Bayern Múnich       | 3 - 3                                                                                                   | RB Leipzig               | Allianz Arena           | 5 de diciembre | 18:30 |
| Werder Bremen       | 1 - 2                                                                                                   | Stuttgart                | Wohninvest Weserstadion | 6 de diciembre | 15:30 |
| Schalke 04          | 0 - 3                                                                                                   | Bayer Leverkusen         | Veltins-Arena           | 6 de diciembre | 18:00 |
| Hoffenheim          | 3 - 1                                                                                                   | Augsburgo                | PreZero Arena           | 7 de diciembre | 20:30 |

| Wolfsburgo               | 2 - 1                                                                                                   | Eintracht Fráncfort | Volkswagen Arena               | 11 de diciembre | 20:30 |
| Borussia Dortmund        | 1 - 5                                                                                                   | Stuttgart           | Signal Iduna Park              | 12 de diciembre | 15:30 |
| RB Leipzig               | 2 - 0                                                                                                   | Werder Bremen       | Red Bull Arena                 | 12 de diciembre | 15:30 |
| Borussia Mönchengladbach | 1 - 1 (enlace roto disponible en Internet Archive; véase el historial, la primera versión y la última). | Hertha Berlín       | Borussia-Park                  | 12 de diciembre | 15:30 |
| Friburgo                 | 2 - 0 (enlace roto disponible en Internet Archive; véase el historial, la primera versión y la última). | Arminia Bielefeld   | Schwarzwald-Stadion            | 12 de diciembre | 15:30 |
| Maguncia 05              | 0 - 1                                                                                                   | Colonia             | Opel Arena                     | 12 de diciembre | 15:30 |
| Unión Berlín             | 1 - 1                                                                                                   | Bayern Múnich       | Stadion An der Alten Försterei | 12 de diciembre | 18:30 |
| Augsburgo                | 2 - 2                                                                                                   | Schalke 04          | WWK Arena                      | 13 de diciembre | 15:30 |
| Bayer Leverkusen         | 4 - 1                                                                                                   | Hoffenheim          | BayArena                       | 13 de diciembre | 18:00 |

| Eintracht Fráncfort | 3 - 3 (enlace roto disponible en Internet Archive; véase el historial, la primera versión y la última). | Borussia Mönchengladbach | Deutsche Bank Park      | 15 de diciembre | 18:30 |
| Hertha Berlín       | 0 - 0                                                                                                   | Maguncia 05              | Olímpico de Berlín      | 15 de diciembre | 20:30 |
| Werder Bremen       | 1 - 2                                                                                                   | Borussia Dortmund        | Wohninvest Weserstadion | 15 de diciembre | 20:30 |
| Stuttgart           | 2 - 2                                                                                                   | Unión Berlín             | Mercedes-Benz Arena     | 15 de diciembre | 20:30 |
| Schalke 04          | 0 - 2 (enlace roto disponible en Internet Archive; véase el historial, la primera versión y la última). | Friburgo                 | Veltins-Arena           | 16 de diciembre | 18:30 |
| Bayern Múnich       | 2 - 1                                                                                                   | Wolfsburgo               | Allianz Arena           | 16 de diciembre | 20:30 |
| Hoffenheim          | 0 - 1                                                                                                   | RB Leipzig               | PreZero Arena           | 16 de diciembre | 20:30 |
| Colonia             | 0 - 4                                                                                                   | Bayer Leverkusen         | RheinEnergieStadion     | 16 de diciembre | 20:30 |
| Arminia Bielefeld   | 0 - 1 (enlace roto disponible en Internet Archive; véase el historial, la primera versión y la última). | Augsburgo                | SchücoArena             | 16 de diciembre | 20:30 |

| Unión Berlín             | 2 - 1                                                                                                   | Borussia Dortmund   | Stadion An der Alten Försterei | 18 de diciembre | 20:30 |
| RB Leipzig               | 0 - 0                                                                                                   | Colonia             | Red Bull Arena                 | 19 de diciembre | 15:30 |
| Borussia Mönchengladbach | 1 - 2 (enlace roto disponible en Internet Archive; véase el historial, la primera versión y la última). | Hoffenheim          | Borussia-Park                  | 19 de diciembre | 15:30 |
| Schalke 04               | 0 - 1 (enlace roto disponible en Internet Archive; véase el historial, la primera versión y la última). | Arminia Bielefeld   | Veltins-Arena                  | 19 de diciembre | 15:30 |
| Maguncia 05              | 0 - 1                                                                                                   | Werder Bremen       | Opel Arena                     | 19 de diciembre | 15:30 |
| Augsburgo                | 0 - 2                                                                                                   | Eintracht Fráncfort | WWK Arena                      | 19 de diciembre | 15:30 |
| Bayer Leverkusen         | 1 - 2                                                                                                   | Bayern Múnich       | BayArena                       | 19 de diciembre | 18:30 |
| Friburgo                 | 4 - 1 (enlace roto disponible en Internet Archive; véase el historial, la primera versión y la última). | Hertha Berlín       | Schwarzwald-Stadion            | 20 de diciembre | 15:30 |
| Wolfsburgo               | 1 - 0                                                                                                   | Stuttgart           | Volkswagen Arena               | 20 de diciembre | 18:00 |

| Hoffenheim          | 1 - 3 (enlace roto disponible en Internet Archive; véase el historial, la primera versión y la última). | Friburgo                 | PreZero Arena           | 2 de enero | 15:30 |
| Eintracht Fráncfort | 2 - 1                                                                                                   | Bayer Leverkusen         | Deutsche Bank Arena     | 2 de enero | 15:30 |
| Colonia             | 0 - 1                                                                                                   | Augsburgo                | RheinEnergieStadion     | 2 de enero | 15:30 |
| Werder Bremen       | 0 - 2                                                                                                   | Unión Berlín             | Wohninvest Weserstadion | 2 de enero | 15:30 |
| Arminia Bielefeld   | 0 - 1 (enlace roto disponible en Internet Archive; véase el historial, la primera versión y la última). | Borussia Mönchengladbach | SchücoArena             | 2 de enero | 15:30 |
| Hertha Berlín       | 3 - 0                                                                                                   | Schalke 04               | Olímpico de Berlín      | 2 de enero | 18:30 |
| Stuttgart           | 0 - 1                                                                                                   | RB Leipzig               | Mercedes-Benz Arena     | 2 de enero | 20:30 |
| Borussia Dortmund   | 2 - 0                                                                                                   | Wolfsburgo               | Signal Iduna Park       | 3 de enero | 15:30 |
| Bayern Múnich       | 5 - 2                                                                                                   | Maguncia 05              | Allianz Arena           | 3 de enero | 18:00 |

| Borussia Mönchengladbach | 3 - 2 (enlace roto disponible en Internet Archive; véase el historial, la primera versión y la última). | Bayern Múnich       | Borussia-Park                  | 8 de enero  | 20:30 |
| Bayer Leverkusen         | 1 - 1                                                                                                   | Werder Bremen       | BayArena                       | 9 de enero  | 15:30 |
| Friburgo                 | 5 - 0 (enlace roto disponible en Internet Archive; véase el historial, la primera versión y la última). | Colonia             | Schwarzwald-Stadion            | 9 de enero  | 15:30 |
| Unión Berlín             | 2 - 2                                                                                                   | Wolfsburgo          | Stadion An der Alten Försterei | 9 de enero  | 15:30 |
| Schalke 04               | 4 - 0                                                                                                   | Hoffenheim          | Veltins-Arena                  | 9 de enero  | 15:30 |
| Maguncia 05              | 0 - 2                                                                                                   | Eintracht Fráncfort | Opel Arena                     | 9 de enero  | 15:30 |
| RB Leipzig               | 1 - 3                                                                                                   | Borussia Dortmund   | Red Bull Arena                 | 9 de enero  | 18:30 |
| Augsburgo                | 1 - 4                                                                                                   | Stuttgart           | WWK Arena                      | 10 de enero | 15:30 |
| Arminia Bielefeld        | 1 - 0 (enlace roto disponible en Internet Archive; véase el historial, la primera versión y la última). | Hertha Berlín       | SchücoArena                    | 10 de enero | 18:00 |

| Unión Berlín        | 1 - 0                                                                                                   | Bayer Leverkusen         | Stadion An der Alten Försterei | 15 de enero | 20:30 |
| Borussia Dortmund   | 1 - 1                                                                                                   | Maguncia 05              | Signal Iduna Park              | 16 de enero | 15:30 |
| Hoffenheim          | 0 - 0 (enlace roto disponible en Internet Archive; véase el historial, la primera versión y la última). | Arminia Bielefeld        | PreZero Arena                  | 16 de enero | 15:30 |
| Wolfsburgo          | 2 - 2                                                                                                   | RB Leipzig               | Volkswagen Arena               | 16 de enero | 15:30 |
| Colonia             | 0 - 0                                                                                                   | Hertha Berlín            | RheinEnergieStadion            | 16 de enero | 15:30 |
| Werder Bremen       | 2 - 0                                                                                                   | Augsburgo                | Wohninvest Weserstadion        | 16 de enero | 15:30 |
| Stuttgart           | 2 - 2 (enlace roto disponible en Internet Archive; véase el historial, la primera versión y la última). | Borussia Mönchengladbach | Mercedes-Benz Arena            | 16 de enero | 18:30 |
| Bayern Múnich       | 2 - 1 (enlace roto disponible en Internet Archive; véase el historial, la primera versión y la última). | Friburgo                 | Allianz Arena                  | 17 de enero | 15:30 |
| Eintracht Fráncfort | 3 - 1                                                                                                   | Schalke 04               | Deutsche Bank Arena            | 17 de enero | 18:00 |

| Borussia Mönchengladbach | 1 - 0 (enlace roto disponible en Internet Archive; véase el historial, la primera versión y la última). | Werder Bremen       | Borussia-Park       | 19 de enero | 18:30 |
| Bayer Leverkusen         | 2 - 1                                                                                                   | Borussia Dortmund   | BayArena            | 19 de enero | 20:30 |
| Hertha Berlín            | 0 - 3                                                                                                   | Hoffenheim          | Olímpico de Berlín  | 19 de enero | 20:30 |
| Maguncia 05              | 0 - 2                                                                                                   | Wolfsburgo          | Opel Arena          | 19 de enero | 20:30 |
| Schalke 04               | 1 - 2                                                                                                   | Colonia             | Veltins-Arena       | 20 de enero | 18:30 |
| RB Leipzig               | 1 - 0                                                                                                   | Unión Berlín        | Red Bull Arena      | 20 de enero | 20:30 |
| Friburgo                 | 2 - 2 (enlace roto disponible en Internet Archive; véase el historial, la primera versión y la última). | Eintracht Fráncfort | Schwarzwald-Stadion | 20 de enero | 20:30 |
| Augsburgo                | 0 - 1                                                                                                   | Bayern Múnich       | WWK Arena           | 20 de enero | 20:30 |
| Arminia Bielefeld        | 3 - 0 (enlace roto disponible en Internet Archive; véase el historial, la primera versión y la última). | Stuttgart           | SchücoArena         | 20 de enero | 20:30 |

### Segunda vuelta
| Borussia Mönchengladbach | 4 - 2 (enlace roto disponible en Internet Archive; véase el historial, la primera versión y la última). | Borussia Dortmund   | Borussia-Park       | 22 de enero | 20:30 |
| Bayer Leverkusen         | 0 - 1                                                                                                   | Wolfsburgo          | BayArena            | 23 de enero | 15:30 |
| Friburgo                 | 2 - 1 (enlace roto disponible en Internet Archive; véase el historial, la primera versión y la última). | Stuttgart           | Schwarzwald-Stadion | 23 de enero | 15:30 |
| Maguncia 05              | 3 - 2                                                                                                   | RB Leipzig          | Opel Arena          | 23 de enero | 15:30 |
| Augsburgo                | 2 - 1                                                                                                   | Unión Berlín        | WWK Arena           | 23 de enero | 15:30 |
| Arminia Bielefeld        | 1 - 5 (enlace roto disponible en Internet Archive; véase el historial, la primera versión y la última). | Eintracht Fráncfort | SchücoArena         | 23 de enero | 15:30 |
| Hertha Berlín            | 1 - 4                                                                                                   | Werder Bremen       | Olímpico de Berlín  | 23 de enero | 18:30 |
| Schalke 04               | 0 - 4                                                                                                   | Bayern Múnich       | Veltins-Arena       | 24 de enero | 15:30 |
| Hoffenheim               | 3 - 0                                                                                                   | Colonia             | PreZero Arena       | 24 de enero | 18:00 |

| Stuttgart           | 2 - 0                                                                                                   | Maguncia 05              | Mercedes-Benz Arena            | 29 de enero | 20:30 |
| Bayern Múnich       | 4 - 1                                                                                                   | Hoffenheim               | Allianz Arena                  | 30 de enero | 15:30 |
| Borussia Dortmund   | 3 - 1                                                                                                   | Augsburgo                | Signal Iduna Park              | 30 de enero | 15:30 |
| Eintracht Fráncfort | 3 - 1 (enlace roto disponible en Internet Archive; véase el historial, la primera versión y la última). | Hertha Berlín            | Deutsche Bank Park             | 30 de enero | 15:30 |
| Unión Berlín        | 1 - 1 (enlace roto disponible en Internet Archive; véase el historial, la primera versión y la última). | Borussia Mönchengladbach | Stadion An der Alten Försterei | 30 de enero | 15:30 |
| Werder Bremen       | 1 - 1                                                                                                   | Schalke 04               | Wohninvest Weserstadion        | 30 de enero | 15:30 |
| RB Leipzig          | 1 - 0                                                                                                   | Bayer Leverkusen         | Red Bull Arena                 | 30 de enero | 18:30 |
| Colonia             | 3 - 1 (enlace roto disponible en Internet Archive; véase el historial, la primera versión y la última). | Arminia Bielefeld        | RheinEnergieStadion            | 31 de enero | 15:30 |
| Wolfsburgo          | 3 - 0 (enlace roto disponible en Internet Archive; véase el historial, la primera versión y la última). | Friburgo                 | Volkswagen Arena               | 31 de enero | 18:00 |

| Hertha Berlín            | 0 - 1                                                                                                   | Bayern Múnich       | Olímpico de Berlín  | 5 de febrero | 20:00 |
| Bayer Leverkusen         | 5 - 2                                                                                                   | Stuttgart           | BayArena            | 6 de febrero | 15:30 |
| Friburgo                 | 2 - 1 (enlace roto disponible en Internet Archive; véase el historial, la primera versión y la última). | Borussia Dortmund   | Schwarzwald-Stadion | 6 de febrero | 15:30 |
| Schalke 04               | 0 - 3                                                                                                   | RB Leipzig          | Veltins-Arena       | 6 de febrero | 15:30 |
| Maguncia 05              | 1 - 0                                                                                                   | Unión Berlín        | Opel Arena          | 6 de febrero | 15:30 |
| Augsburgo                | 0 - 2                                                                                                   | Wolfsburgo          | WWK Arena           | 6 de febrero | 15:30 |
| Borussia Mönchengladbach | 1 - 2 (enlace roto disponible en Internet Archive; véase el historial, la primera versión y la última). | Colonia             | Borussia-Park       | 6 de febrero | 18:30 |
| Hoffenheim               | 1 - 3                                                                                                   | Eintracht Fráncfort | PreZero Arena       | 7 de febrero | 15:30 |
| Arminia Bielefeld        | 0 - 2 (enlace roto disponible en Internet Archive; véase el historial, la primera versión y la última). | Werder Bremen       | SchücoArena         | 10 de marzo  | 18:30 |

| RB Leipzig          | 2 - 1                                                                                                   | Augsburgo                | Red Bull Arena                 | 12 de febrero | 20:30 |
| Borussia Dortmund   | 2 - 2                                                                                                   | Hoffenheim               | Signal Iduna Park              | 13 de febrero | 15:30 |
| Bayer Leverkusen    | 2 - 2                                                                                                   | Maguncia 05              | BayArena                       | 13 de febrero | 15:30 |
| Werder Bremen       | 0 - 0 (enlace roto disponible en Internet Archive; véase el historial, la primera versión y la última). | Friburgo                 | Wohninvest Weserstadion        | 13 de febrero | 15:30 |
| Stuttgart           | 1 - 1                                                                                                   | Hertha Berlín            | Mercedes-Benz Arena            | 13 de febrero | 15:30 |
| Unión Berlín        | 0 - 0                                                                                                   | Schalke 04               | Stadion An der Alten Försterei | 13 de febrero | 18:30 |
| Eintracht Fráncfort | 2 - 0                                                                                                   | Colonia                  | Deutsche Bank Park             | 14 de febrero | 15:30 |
| Wolfsburgo          | 0 - 0 (enlace roto disponible en Internet Archive; véase el historial, la primera versión y la última). | Borussia Mönchengladbach | Volkswagen Arena               | 14 de febrero | 18:00 |
| Bayern Múnich       | 3 - 3 (enlace roto disponible en Internet Archive; véase el historial, la primera versión y la última). | Arminia Bielefeld        | Allianz Arena                  | 15 de febrero | 20:30 |

| Arminia Bielefeld        | 0 - 3 (enlace roto disponible en Internet Archive; véase el historial, la primera versión y la última). | Wolfsburgo        | SchücoArena         | 19 de febrero | 20:30 |
| Borussia Mönchengladbach | 1 - 2 (enlace roto disponible en Internet Archive; véase el historial, la primera versión y la última). | Maguncia 05       | Borussia-Park       | 20 de febrero | 15:30 |
| Friburgo                 | 0 - 1 (enlace roto disponible en Internet Archive; véase el historial, la primera versión y la última). | Unión Berlín      | Schwarzwald-Stadion | 20 de febrero | 15:30 |
| Eintracht Fráncfort      | 2 - 1                                                                                                   | Bayern Múnich     | Deutsche Bank Park  | 20 de febrero | 15:30 |
| Colonia                  | 0 - 1                                                                                                   | Stuttgart         | RheinEnergieStadion | 20 de febrero | 15:30 |
| Schalke 04               | 0 - 4                                                                                                   | Borussia Dortmund | Veltins-Arena       | 20 de febrero | 18:30 |
| Augsburgo                | 1 - 1                                                                                                   | Bayer Leverkusen  | WWK Arena           | 21 de febrero | 13:30 |
| Hertha Berlín            | 0 - 3                                                                                                   | RB Leipzig        | Olímpico de Berlín  | 21 de febrero | 15:30 |
| Hoffenheim               | 4 - 0                                                                                                   | Werder Bremen     | PreZero Arena       | 21 de febrero | 18:00 |

| Werder Bremen     | 2 - 1                                                                                                   | Eintracht Fráncfort      | Wohninvest Weserstadion        | 26 de febrero | 20:30 |
| Bayern Múnich     | 5 - 1                                                                                                   | Colonia                  | Allianz Arena                  | 27 de febrero | 15:30 |
| Borussia Dortmund | 3 - 0 (enlace roto disponible en Internet Archive; véase el historial, la primera versión y la última). | Arminia Bielefeld        | Signal Iduna Park              | 27 de febrero | 15:30 |
| Wolfsburgo        | 2 - 0                                                                                                   | Hertha Berlín            | Wolkswagen Arena               | 27 de febrero | 15:30 |
| Stuttgart         | 5 - 1                                                                                                   | Schalke 04               | Mercedes-Benz Arena            | 27 de febrero | 15:30 |
| RB Leipzig        | 3 - 2 (enlace roto disponible en Internet Archive; véase el historial, la primera versión y la última). | Borussia Mönchengladbach | Red Bull Arena                 | 27 de febrero | 18:30 |
| Unión Berlín      | 1 - 1                                                                                                   | Hoffenheim               | Stadion An der Alten Försterei | 28 de febrero | 13:30 |
| Maguncia 05       | 0 - 1                                                                                                   | Augsburgo                | Opel Arena                     | 28 de febrero | 15:30 |
| Bayer Leverkusen  | 1 - 2 (enlace roto disponible en Internet Archive; véase el historial, la primera versión y la última). | Friburgo                 | BayArena                       | 28 de febrero | 18:00 |

| Schalke 04               | 0 - 0                                                                                                   | Maguncia 05       | Veltins-Arena       | 5 de marzo | 20:30 |
| Borussia Mönchengladbach | 0 - 1 (enlace roto disponible en Internet Archive; véase el historial, la primera versión y la última). | Bayer Leverkusen  | Borussia-Park       | 6 de marzo | 15:30 |
| Hoffenheim               | 2 - 1                                                                                                   | Wolfsburgo        | PreZero Arena       | 6 de marzo | 15:30 |
| Friburgo                 | 0 - 3 (enlace roto disponible en Internet Archive; véase el historial, la primera versión y la última). | RB Leipzig        | Schwarzwald-Stadion | 6 de marzo | 15:30 |
| Eintracht Fráncfort      | 1 - 1                                                                                                   | Stuttgart         | Deutsche Bank Park  | 6 de marzo | 15:30 |
| Hertha Berlín            | 2 - 1                                                                                                   | Augsburgo         | Olímpico de Berlín  | 6 de marzo | 15:30 |
| Bayern Múnich            | 4 - 2                                                                                                   | Borussia Dortmund | Allianz-Arena       | 6 de marzo | 18:30 |
| Colonia                  | 1 - 1                                                                                                   | Werder Bremen     | RheinEnergieStadion | 7 de marzo | 15:30 |
| Arminia Bielefeld        | 0 - 0 (enlace roto disponible en Internet Archive; véase el historial, la primera versión y la última). | Unión Berlín      | SchücoArena         | 7 de marzo | 18:00 |

| Augsburgo         | 3 - 1 (enlace roto disponible en Internet Archive; véase el historial, la primera versión y la última). | Borussia Mönchengladbach | WWK Arena                      | 12 de marzo | 20:30 |
| Wolfsburgo        | 5 - 0                                                                                                   | Schalke 04               | Volkswagen Arena               | 13 de marzo | 15:30 |
| Unión Berlín      | 2 - 1                                                                                                   | Colonia                  | Stadion An der Alten Försterei | 13 de marzo | 15:30 |
| Maguncia 05       | 1 - 0 (enlace roto disponible en Internet Archive; véase el historial, la primera versión y la última). | Friburgo                 | Opel Arena                     | 13 de marzo | 15:30 |
| Werder Bremen     | 1 - 3                                                                                                   | Bayern Múnich            | Wohninvest Weserstadion        | 13 de marzo | 15:30 |
| Borussia Dortmund | 2 - 0                                                                                                   | Hertha Berlín            | Signal Iduna Park              | 13 de marzo | 18:30 |
| Bayer Leverkusen  | 1 - 2 (enlace roto disponible en Internet Archive; véase el historial, la primera versión y la última). | Arminia Bielefeld        | BayArena                       | 14 de marzo | 13:30 |
| RB Leipzig        | 1 - 1                                                                                                   | Eintracht Fráncfort      | Red Bull Arena                 | 14 de marzo | 15:30 |
| Stuttgart         | 2 - 0                                                                                                   | Hoffenheim               | Mercedes-Benz Stadion          | 14 de marzo | 18:00 |

| Arminia Bielefeld   | 0 - 1 (enlace roto disponible en Internet Archive; véase el historial, la primera versión y la última). | RB Leipzig               | SchücoArena             | 19 de marzo | 20:30 |
| Bayern Múnich       | 4 - 0                                                                                                   | Stuttgart                | Allianz Arena           | 20 de marzo | 15:30 |
| Eintracht Fráncfort | 5 - 2                                                                                                   | Unión Berlín             | Deutsche Bank Park      | 20 de marzo | 15:30 |
| Colonia             | 2 - 2                                                                                                   | Borussia Dortmund        | RheinEnergieStadion     | 20 de marzo | 15:30 |
| Werder Bremen       | 1 - 2                                                                                                   | Wolfsburgo               | Wohninvest Weserstadion | 20 de marzo | 15:30 |
| Schalke 04          | 0 - 3 (enlace roto disponible en Internet Archive; véase el historial, la primera versión y la última). | Borussia Mönchengladbach | Veltins-Arena           | 20 de marzo | 18:30 |
| Hoffenheim          | 1 - 2                                                                                                   | Maguncia 05              | PreZero Arena           | 21 de marzo | 13:30 |
| Hertha Berlín       | 3 - 0                                                                                                   | Bayer Leverkusen         | Olímpico de Berlín      | 21 de marzo | 15:30 |
| Friburgo            | 2 - 0 (enlace roto disponible en Internet Archive; véase el historial, la primera versión y la última). | Augsburgo                | Schwarzwald-Stadion     | 21 de marzo | 18:00 |

| Borussia Dortmund        | 1 - 2                                                                                                   | Eintracht Fráncfort | Signal Iduna Park              | 3 de abril | 15:30 |
| Bayer Leverkusen         | 2 - 1                                                                                                   | Schalke 04          | BayArena                       | 3 de abril | 15:30 |
| Wolfsburgo               | 1 - 0                                                                                                   | Colonia             | Volkswagen Arena               | 3 de abril | 15:30 |
| Maguncia 05              | 1 - 1 (enlace roto disponible en Internet Archive; véase el historial, la primera versión y la última). | Arminia Bielefeld   | Opel Arena                     | 3 de abril | 15:30 |
| Augsburgo                | 2 - 1                                                                                                   | Hoffenheim          | WWK Arena                      | 3 de abril | 15:30 |
| RB Leipzig               | 0 - 1                                                                                                   | Bayern Múnich       | Red Bull Arena                 | 3 de abril | 18:30 |
| Borussia Mönchengladbach | 2 - 1 (enlace roto disponible en Internet Archive; véase el historial, la primera versión y la última). | Friburgo            | Borussia-Park                  | 3 de abril | 20:30 |
| Stuttgart                | 1 - 0                                                                                                   | Werder Bremen       | Mercedes-Benz Arena            | 4 de abril | 15:30 |
| Unión Berlín             | 1 - 1                                                                                                   | Hertha Berlín       | Stadion An der Alten Försterei | 4 de abril | 18:00 |

| Arminia Bielefeld   | 1 - 0 (enlace roto disponible en Internet Archive; véase el historial, la primera versión y la última). | Friburgo                 | SchücoArena             | 9 de abril  | 20:30 |
| Bayern Múnich       | 1 - 1                                                                                                   | Unión Berlín             | Allianz Arena           | 10 de abril | 15:30 |
| Eintracht Fráncfort | 4 - 3                                                                                                   | Wolfsburgo               | Deutsche Bank Park      | 10 de abril | 15:30 |
| Hertha Berlín       | 2 - 2 (enlace roto disponible en Internet Archive; véase el historial, la primera versión y la última). | Borussia Mönchengladbach | Olímpico de Berlín      | 10 de abril | 15:30 |
| Werder Bremen       | 1 - 4                                                                                                   | RB Leipzig               | Wohninvest Weserstadion | 10 de abril | 15:30 |
| Stuttgart           | 2 - 3                                                                                                   | Borussia Dortmund        | Mercedes-Benz Arena     | 10 de abril | 18:30 |
| Schalke 04          | 1 - 0                                                                                                   | Augsburgo                | Veltins-Arena           | 11 de abril | 15:30 |
| Colonia             | 2 - 3                                                                                                   | Maguncia 05              | RheinEnergieStadion     | 11 de abril | 18:00 |
| Hoffenheim          | 0 - 0                                                                                                   | Bayer Leverkusen         | PreZero Arena           | 12 de abril | 20:30 |

| RB Leipzig               | 0 - 0                                                                                                   | Hoffenheim          | Red Bull Arena                 | 16 de abril | 20:30 |
| Borussia Mönchengladbach | 4 - 0 (enlace roto disponible en Internet Archive; véase el historial, la primera versión y la última). | Eintracht Fráncfort | Borussia-Park                  | 17 de abril | 15:30 |
| Wolfsburgo               | 2 - 3                                                                                                   | Bayern Múnich       | Volkswagen Arena               | 17 de abril | 15:30 |
| Friburgo                 | 4 - 0 (enlace roto disponible en Internet Archive; véase el historial, la primera versión y la última). | Schalke 04          | Schwarzwald-Stadion            | 17 de abril | 15:30 |
| Unión Berlín             | 2 - 1                                                                                                   | Stuttgart           | Stadion An der Alten Försterei | 17 de abril | 15:30 |
| Augsburgo                | 0 - 0 (enlace roto disponible en Internet Archive; véase el historial, la primera versión y la última). | Arminia Bielefeld   | WWK Arena                      | 17 de abril | 15:30 |
| Bayer Leverkusen         | 3 - 0                                                                                                   | Colonia             | BayArena                       | 17 de abril | 18:30 |
| Borussia Dortmund        | 4 - 1                                                                                                   | Werder Bremen       | Signal Iduna Park              | 18 de abril | 15:30 |
| Maguncia 05              | 1 - 1                                                                                                   | Hertha Berlín       | Opel Arena                     | 3 de mayo   | 18:00 |

| Colonia             | 2 - 1                                                                                                   | RB Leipzig               | RheinEnergieStadion     | 20 de abril | 18:30 |
| Bayern Múnich       | 2 - 0                                                                                                   | Bayer Leverkusen         | Allianz Arena           | 20 de abril | 20:30 |
| Eintracht Fráncfort | 2 - 0                                                                                                   | Augsburgo                | Deutsche Bank Park      | 20 de abril | 20:30 |
| Arminia Bielefeld   | 1 - 0 (enlace roto disponible en Internet Archive; véase el historial, la primera versión y la última). | Schalke 04               | SchücoArena             | 20 de abril | 20:30 |
| Borussia Dortmund   | 2 - 0                                                                                                   | Unión Berlín             | Signal Iduna Park       | 21 de abril | 20:30 |
| Hoffenheim          | 3 - 2 (enlace roto disponible en Internet Archive; véase el historial, la primera versión y la última). | Borussia Mönchengladbach | PreZero Arena           | 21 de abril | 20:30 |
| Werder Bremen       | 0 - 1                                                                                                   | Maguncia 05              | Wohninvest Weserstadion | 21 de abril | 20:30 |
| Stuttgart           | 1 - 3                                                                                                   | Wolfsburgo               | Mercedes-Benz Arena     | 21 de abril | 20:30 |
| Hertha Berlín       | 3 - 0 (enlace roto disponible en Internet Archive; véase el historial, la primera versión y la última). | Friburgo                 | Olímpico de Berlín      | 6 de mayo   | 18:30 |

| Augsburgo                | 2 - 3                                                                                                   | Colonia             | WWK Arena                      | 23 de abril | 20:30 |
| Wolfsburgo               | 0 - 2                                                                                                   | Borussia Dortmund   | Volkswagen Arena               | 24 de abril | 15:30 |
| Friburgo                 | 1 - 1 (enlace roto disponible en Internet Archive; véase el historial, la primera versión y la última). | Hoffenheim          | Schwarzwald-Stadion            | 24 de abril | 15:30 |
| Unión Berlín             | 3 - 1                                                                                                   | Werder Bremen       | Stadion An der Alten Försterei | 24 de abril | 15:30 |
| Maguncia 05              | 2 - 1                                                                                                   | Bayern Múnich       | Opel Arena                     | 24 de abril | 15:30 |
| Bayer Leverkusen         | 3 - 1                                                                                                   | Eintracht Fráncfort | BayArena                       | 24 de abril | 18:30 |
| RB Leipzig               | 2 - 0                                                                                                   | Stuttgart           | Red Bull Arena                 | 25 de abril | 15:30 |
| Borussia Mönchengladbach | 5 - 0 (enlace roto disponible en Internet Archive; véase el historial, la primera versión y la última). | Arminia Bielefeld   | Borussia-Park                  | 25 de abril | 18:00 |
| Schalke 04               | 1 - 2                                                                                                   | Hertha Berlín       | Veltins-Arena                  | 12 de mayo  | 18:00 |

| Stuttgart           | 2 - 1                                                                                                   | Augsburgo                | Mercedes-Benz Arena     | 7 de mayo | 20:30 |
| Borussia Dortmund   | 3 - 2                                                                                                   | RB Leipzig               | Signal Iduna Park       | 8 de mayo | 15:30 |
| Hoffenheim          | 4 - 2                                                                                                   | Schalke 04               | PreZero Arena           | 8 de mayo | 15:30 |
| Wolfsburgo          | 3 - 0                                                                                                   | Unión Berlín             | Volkswagen Arena        | 8 de mayo | 15:30 |
| Werder Bremen       | 0 - 0                                                                                                   | Bayer Leverkusen         | Wohninvest Weserstadion | 8 de mayo | 15:30 |
| Bayern Múnich (C)   | 6 - 0 (enlace roto disponible en Internet Archive; véase el historial, la primera versión y la última). | Borussia Mönchengladbach | Allianz Arena           | 8 de mayo | 18:30 |
| Colonia             | 1 - 4 (enlace roto disponible en Internet Archive; véase el historial, la primera versión y la última). | Friburgo                 | RheinEnergieStadion     | 9 de mayo | 13:30 |
| Eintracht Fráncfort | 1 - 1                                                                                                   | Maguncia 05              | Deutsche Bank Park      | 9 de mayo | 15:30 |
| Hertha Berlín       | 0 - 0 (enlace roto disponible en Internet Archive; véase el historial, la primera versión y la última). | Arminia Bielefeld        | Olímpico de Berlín      | 9 de mayo | 18:00 |

| Borussia Mönchengladbach | 1 - 2 (enlace roto disponible en Internet Archive; véase el historial, la primera versión y la última). | Stuttgart           | Borussia-Park       | 15 de mayo | 15:30 |
| Bayer Leverkusen         | 1 - 1                                                                                                   | Unión Berlín        | BayArena            | 15 de mayo | 15:30 |
| Friburgo                 | 2 - 2 (enlace roto disponible en Internet Archive; véase el historial, la primera versión y la última). | Bayern Múnich       | Schwarzwald-Stadion | 15 de mayo | 15:30 |
| Hertha Berlín            | 0 - 0                                                                                                   | Colonia             | Olímpico de Berlín  | 15 de mayo | 15:30 |
| Schalke 04               | 4 - 3                                                                                                   | Eintracht Fráncfort | Veltins-Arena       | 15 de mayo | 15:30 |
| Augsburgo                | 2 - 0                                                                                                   | Werder Bremen       | WWK Arena           | 15 de mayo | 15:30 |
| Arminia Bielefeld        | 1 - 1 (enlace roto disponible en Internet Archive; véase el historial, la primera versión y la última). | Hoffenheim          | SchücoArena         | 15 de mayo | 15:30 |
| Maguncia 05              | 1 - 3                                                                                                   | Borussia Dortmund   | Opel Arena          | 16 de mayo | 18:00 |
| RB Leipzig               | 2 - 2                                                                                                   | Wolfsburgo          | Red Bull Arena      | 16 de mayo | 20:30 |

| Bayern Múnich       | 5 - 2                                                                                                   | Augsburgo                | Allianz Arena                  | 22 de mayo | 15:30 |
| Borussia Dortmund   | 3 - 1                                                                                                   | Bayer Leverkusen         | Signal Iduna Park              | 22 de mayo | 15:30 |
| Hoffenheim          | 2 - 1                                                                                                   | Hertha Berlín            | PreZero Arena                  | 22 de mayo | 15:30 |
| Wolfsburgo          | 2 - 3                                                                                                   | Maguncia 05              | Volkswagen Arena               | 22 de mayo | 15:30 |
| Eintracht Fráncfort | 3 - 1 (enlace roto disponible en Internet Archive; véase el historial, la primera versión y la última). | Friburgo                 | Deutsche Bank Park             | 22 de mayo | 15:30 |
| Unión Berlín        | 2 - 1                                                                                                   | RB Leipzig               | Stadion An der Alten Försterei | 22 de mayo | 15:30 |
| Colonia             | 1 - 0                                                                                                   | Schalke 04               | RheinEnergieStadion            | 22 de mayo | 15:30 |
| Werder Bremen       | 2 - 4 (enlace roto disponible en Internet Archive; véase el historial, la primera versión y la última). | Borussia Mönchengladbach | Wohninvest Weserstadion        | 22 de mayo | 15:30 |
| Stuttgart           | 0 - 2 (enlace roto disponible en Internet Archive; véase el historial, la primera versión y la última). | Arminia Bielefeld        | Mercedes-Benz Arena            | 22 de mayo | 15:30 |

### Campeón
| Bundesliga                |
|                           |
| Bayern Múnich 31.° título |

## Play-off por la permanencia
Disputaron el play-off por la permanencia el equipo ubicado en la 16.ª posición de la Bundesliga y el 3.° lugar de la 2. Bundesliga.
Los horarios corresponden al huso horario de Alemania (Hora central europea): UTC+2 en horario de verano.
| 26 de mayo de 2021, 18:30 | Colonia | 0:1 (0:0) | Holstein Kiel | RheinEnergieStadion, Colonia                        |                                                     |
|                           |         | Reporte   | Lorenz 59'    | Asistencia: 0 espectadores Árbitro(s): Felix Zwayer | Asistencia: 0 espectadores Árbitro(s): Felix Zwayer |

| 29 de mayo de 2021, 18:00 | Holstein Kiel   | 1:5 (1:4) | Colonia                                                  | Holstein-Stadion, Kiel                                  |                                                         |
|                           | Lee Jae-sung 4' | Reporte   | Hector 3' · Andersson 6', 13' · Czichos 39' · Skhiri 84' | Asistencia: 2334 espectadores Árbitro(s): Deniz Aytekin | Asistencia: 2334 espectadores Árbitro(s): Deniz Aytekin |

- Colonia ganó en el resultado global con un marcador de 5 - 2, por tanto logró la permanencia en la 1. Bundesliga para la siguiente temporada.

## Estadísticas

### Goleadores
- Actualizado el 22 de mayo de 2021.[36]

| Jugador            | Equipo                   | Goles | Partidos | Promedio |
| ------------------ | ------------------------ | ----- | -------- | -------- |
| Robert Lewandowski | Bayern Múnich            | 41    | 29       | 1.41     |
| André Silva        | Eintracht Fráncfort      | 28    | 32       | 0.88     |
| Erling Haaland     | Borussia Dortmund        | 27    | 28       | 0.96     |
| Andrej Kramarić    | TSG Hoffenheim           | 20    | 28       | 0.71     |
| Wout Weghorst      | VfL Wolfsburgo           | 20    | 34       | 0.59     |
| Saša Kalajdžić     | VfB Stuttgart            | 16    | 33       | 0.48     |
| Lars Stindl        | Borussia Mönchengladbach | 14    | 30       | 0.47     |
| Max Kruse          | Union Berlin             | 11    | 22       | 0.5      |
| Lucas Alario       | Bayer Leverkusen         | 11    | 25       | 0.44     |
| Silas Wamangituka  | VfB Stuttgart            | 11    | 25       | 0.44     |
| Thomas Müller      | Bayern Múnich            | 11    | 32       | 0.35     |

### Máximos asistentes
| Jugador        | Equipo                   | Asistencias | Partidos | Promedio |
| -------------- | ------------------------ | ----------- | -------- | -------- |
| Thomas Müller  | Bayern Múnich            | 18          | 32       | 0.56     |
| Filip Kostić   | Eintracht Frankfurt      | 14          | 30       | 0.47     |
| Daichi Kamada  | Eintracht Frankfurt      | 12          | 32       | 0.38     |
| Jonas Hofmann  | Borussia Mönchengladbach | 11          | 24       | 0.48     |
| Jadon Sancho   | Borussia Dortmund        | 11          | 26       | 0.42     |
| Joshua Kimmich | Bayern Múnich            | 10          | 26       | 0.46     |

### Tripletes o más
A continuación se detallan los tripletes conseguidos a lo largo de la temporada.
| Fecha      | Jugador              | Goles             | Local               |                                        | Resultado |                                        | Visitante                | Rep.       |
| ---------- | -------------------- | ----------------- | ------------------- | -------------------------------------- | --------- | -------------------------------------- | ------------------------ | ---------- |
| 18/9/2020  | Serge Gnabry         | 4' 47' 59'        | Bayern Múnich       | Bandera del Estado Libre de Baviera    | 8 – 0     | Bandera de Renania del Norte-Westfalia | Schalke 04               | Jornada 1  |
| 19/9/2020  | Andrej Kramarić      | 3' 45+3' 90+2'    | Colonia             | Bandera de Renania del Norte-Westfalia | 2 – 3     | Bandera de Baden-Wurtemberg            | Hoffenheim               | Jornada 1  |
| 26/9/2020  | Niclas Füllkrug      | 22' 37' 59'       | Schalke 04          | Bandera de Renania del Norte-Westfalia | 1 – 3     | Bandera de Bremen (estado)             | Werder Bremen            | Jornada 2  |
| 4/10/2020  | Robert Lewandowski   | 40' 51' 85' 90+3' | Bayern Múnich       | Bandera del Estado Libre de Baviera    | 4 – 3     | Bandera de Berlín                      | Hertha Berlín            | Jornada 3  |
| 24/10/2020 | Robert Lewandowski   | 10' 26' 60'       | Bayern Múnich       | Bandera del Estado Libre de Baviera    | 5 – 0     | Bandera de Hesse                       | Eintracht Fráncfort      | Jornada 5  |
| 21/11/2020 | Erling Haaland       | 47' 49' 62' 79'   | Hertha Berlín       | Bandera de Berlín                      | 2 – 5     | Bandera de Renania del Norte-Westfalia | Borussia Dortmund        | Jornada 8  |
| 22/11/2020 | Jean-Philippe Mateta | 2' 34' 40'        | Friburgo            | Bandera de Baden-Wurtemberg            | 1 – 3     |                                        | Maguncia 05              | Jornada 8  |
| 15/12/2020 | Lars Stindl          | 14' 90' 90+5'     | Eintracht Fráncfort | Bandera de Hesse                       | 3 – 3     | Bandera de Renania del Norte-Westfalia | Borussia Mönchengladbach | Jornada 12 |
| 9/1/2021   | Matthew Hoppe        | 42' 57' 63'       | Schalke 04          | Bandera de Renania del Norte-Westfalia | 4 – 0     | Bandera de Baden-Wurtemberg            | Hoffenheim               | Jornada 15 |
| 6/3/2021   | Robert Lewandowski   | 26' 44' 90'       | Bayern Múnich       | Bandera del Estado Libre de Baviera    | 4 – 2     | Bandera de Renania del Norte-Westfalia | Borussia Dortmund        | Jornada 24 |
| 20/3/2021  | Robert Lewandowski   | 18' 23' 39'       | Bayern Múnich       | Bandera del Estado Libre de Baviera    | 4 – 0     | Bandera de Baden-Wurtemberg            | Stuttgart                | Jornada 26 |
| 24/4/2021  | Joel Pohjanpalo      | 50' 53' 67'       | Unión Berlín        | Bandera de Berlín                      | 3 – 1     | Bandera de Bremen (estado)             | Werder Bremen            | Jornada 31 |
| 8/5/2021   | Josip Brekalo        | 12' 63' 89'       | Wolfsburgo          |                                        | 3 – 0     | Bandera de Berlín                      | Unión Berlín             | Jornada 32 |
| 8/5/2021   | Robert Lewandowski   | 2' 34' 65'        | Bayern Múnich       | Bandera del Estado Libre de Baviera    | 6 – 0     | Bandera de Renania del Norte-Westfalia | Borussia Mönchengladbach | Jornada 32 |